# Herešin
Herešin, naselje u Podravini u blizini Koprivnice. Poznato je još iz Srednjeg vijeka pod imenom Jerešin ili Jerošin. Jedan Jerešin postoji kod Zrinski Topolovca kojemu je najbliži grad Bjelovar. 
Predgrađe Herešin pripada poštanskom uredu 48000 Koprivnica.

## Stanovništvo
| broj stanovnika | 158   | 160   | 171   | 236   | 271   | 440   | 306   | 313   | 385   | 343   | 379   | 463   | 547   | 651   | 666   | 728   | 682   |
|                 | 1857. | 1869. | 1880. | 1890. | 1900. | 1910. | 1921. | 1931. | 1948. | 1953. | 1961. | 1971. | 1981. | 1991. | 2001. | 2011. | 2021. |

## Povijest
Srednjovjekovni Jerešin se spominje 1478. godine, a iste godine tamo su Pavao i Juraj Brodarić.  U Jerešinu se oko 1480. godine rodio znameniti diplomat, humanistički pisac i povjesničar Stjepan Brodarić. Godine 1495. Jerešin posjeduje plemić Ivan sa 7 poreznih dimova, a godine 1507. plemić Matija Brodarić je posjedovao 6 dimova. On je svoj posjed 1513. godine proširio na 9 poreznih dimova koji broj zadržava 1517. i 1520. godine, a kao suvlasnik se javlja Franjo Brodarić s 3 dima, njegov je dio 1517. i 1520. godine smanjen na 2 porezna dima. Iako se mislilo da je iz ovoga Herešina bio i zagrebački biskup Petar Herešinec novija su istraživanja otkrila da je on podrijetlom iz nestalog sela Herešinec kraj današnjeg Bjelovara.
Dugo nespominjanje upućuje da je selo bilo vjerojatno uništeno u vrijeme osmanskih napada. U okolici Koprivnice se 1635. neko zemljište površine 9 jutara prepustilo kraljevskom fisku jer civilni podanici nisu donijeli dokaze da je pravno pripadalo njima. Zbog sličnih prava kraljevski je fisk iste 1635. zadržao prava na zemljište u Herešinu (Jerešinu), na sjenokoše u Sigecu i Petrovcima te na krčevinu zvanu križanje. Kako se tada ne spominje selo Herešin nego samo posjed vjerojatno još nije bilo obnovljeno naselje.
Herešin se nakon toga ne spominje do 1659. godine kada ima 7 kućedomaćina, što bi značilo da je do obnove naselja moralo doći sredinom 17. stolljeća. Do kraja 17. stoljeća, Herešin je imao 11 kućedomaćina, tj. povećao je svoje stanovništvo za približno 50 posto. 
Iako o tome izvori šute, moguće je pretpostaviti privatno vlasništvo nad Herešinom u kontinuitetu od srednjega vijeka. 
Primjerice 1673. – 1675. vlasnici Oštarije i Herešina (infra Caproncza, Ostarije et Hersin) su bili pripadnici obitelji Dvorničići. Podložnici su imali kmetski status (coloni), a plaćali su 1 rajnski forint kraljevske dike. Nije jasno gdje su se točno nalazile Oštarije, ali se one još 1629. godine spominju kao vlasništvo obitelji Gabrijela Dvorničića (infra Caproncza, Ostarya, Gabrielis Duornichich). Iz obitelji Dvorničić je bio znameniti pravnik Baltazar Dvorničić Napuly.

## Šport
- Nogometni klub NK Omladinac Herešin. Natječe se u 2 ZNL.